# Villanueva de Teba
Villanueva de Teba – gmina w Hiszpanii, w prowincji Burgos, w Kastylii i León, o powierzchni 6,12 km². W 2011 roku gmina liczyła 46 mieszkańców.